# نيكول برنهام
نيكول برنهام (بالإنجليزية: Nicole Burnham)‏ (1970)؛ كاتِبة مُتخصِّصة في أدب الأطفال وروائية أمريكية.